# Sinuosität

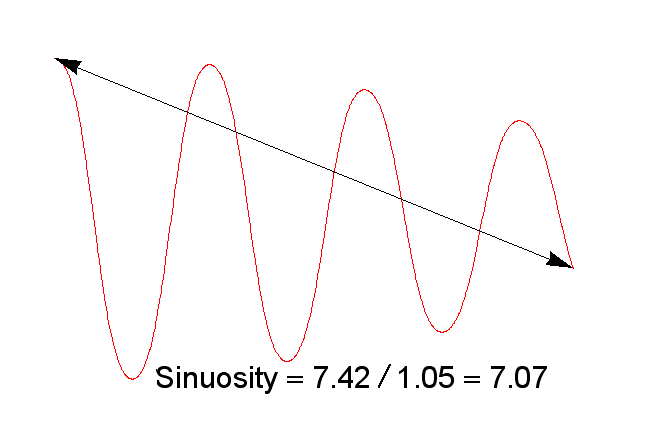
Berechnung der Sinuosität für eine oszillierende Kurve

Die Sinuosität P (von lateinisch sinus ‚Bucht‘, ‚Meerbusen‘) ist ein einfaches Maß für die Intensität des Mäandrierens eines Flusses bzw. Fließgewässers.
Neben der Geomorphologie wird der Begriff auch in der Routenplanung für das Kurven- und Distanzenverhältnis von Straßen verwendet.
Die Sinuosität wird berechnet als Quotient aus der Länge L eines Fluss- oder anderen Streckenabschnittes und der geradlinigen Distanz D zwischen Anfangs- und Endpunkt dieses Abschnitts:
{\displaystyle {\mathit {P}}={\frac {L}{D}}}
Auf Basis fraktaler Berechnungen wurde behauptet, dass das Mäandrieren der Flüsse durch Selbstorganisation erzeugt wird und eine durchschnittliche Sinuosität P von π aufweist. Dies wurde jedoch durch die Analyse tatsächlicher Flussläufe nicht bestätigt, die einen Durchschnittswert der Sinuosität von weniger als 2 ermittelten.